# Casearia elegans
Espèce
Synonymes
- Casearia hintonii Lundell (1965)[1]
- Casearia mayana Lundell (1975)[2]

Caesaria elegans est une espèce de plantes à fleurs de la famille des Salicaceae trouvée au sud du Mexique et en Amérique centrale (Guatemala, Honduras).

## Publication originale
- Paul Carpenter Standley, Field Mus. Nat. Hist., Bot. Ser. 9: 311 (1940).